# Fonds des Nations unies pour les partenariats internationaux
Le Fonds des Nations unies pour les partenariats internationaux (FNUPI) a été créé en 1998 par le secrétaire général des Nations unies, Kofi Annan, pour développer et gérer des partenariats entre les organismes de l'ONU et le secteur privé. Le FNUPI travaille avec des fondations et des sociétés au développement dans les pays pauvres. Surtout, il cherche à contribuer aux Objectifs du millénaire pour le développement tels que la santé des enfants, l'environnement, la paix, et les droits de l'homme.
La présidente du comité consultatif est la vice-secrétaire générale de l'ONU, Amina J. Mohammed. Le FNUPI forme avec le Fonds des Nations unies pour la démocratie le bureau des Partenariats de l'ONU (en).